# Kid Charlemagne
Kid Charlemagne è un singolo del gruppo musicale statunitense Steely Dan, pubblicato nel 1976 ed estratto dall'album The Royal Scam.

## Tracce
- 7"

1. Kid Charlemagne
2. Green Earrings

## Formazione
- Donald Fagen – voce, organo, cori
- Larry Carlton – chitarra
- Walter Becker – chitarra
- Don Grolnick – piano elettrico Fender Rhodes
- Paul Griffin – clavinet Hohner
- Chuck Rainey – basso
- Bernard Purdie – batteria
- Michael McDonald, Venetta Fields, Clydie King, Sherlie Matthews – cori